# Punto (medida)
El punto es una antigua medida de longitud española.
Según el DRAE un punto es una medida longitudinal que equivale a duodécima parte de la línea.

## Medidas de Castilla
El punto es la doceava parte de una línea y, por lo tanto, 1⁄1728 de un pie castellano. Como la vara de Castilla es 0,835 905 m y una vara tiene 3 pies, la línea es equivalente a 0,161247 mm.